# 公园街 (加尔各答)
公园街是印度加尔各答最享有盛誉的大道之一。得名于曾经位于此处的加尔各答最高法院首席法官（1773-1789）以利亚·Impey 爵士的鹿园。

## 地标
- 亚洲文会
- 加尔各答圣沙勿略学院
- 公园酒店

## 位置与重要性
这条街西起乔林基街，东到公园 Circus。多年来，公园街从乔林基街到Mullick市场的部分已经成为该市主要吸引人之处之一。它使东面的公园Circus能够与其他主要道路，如Gariahat路 starts 以及重要区域，如加尔各答南区的Ballygunge，能够直接相通。
公园街是加尔各答最重要的餐馆区，拥有著名餐馆和酒吧，如 Trinca's, Mocambo, Bluefox, Peter Cat, Flury's, Bar B Q, Oasis, Olympia, 红磨坊等等。名人餐馆如印度半球偶像Saurav Ganguly的signature 餐馆。这里的公园酒店 (加尔各答)以其内部的餐厅和夜总会著称。加尔各答的夜生活围绕公园街的夜总会、酒吧和咖啡馆. 这里还有标志性的咖啡馆--The Atrium and Barista's.
公园中心出售各种服饰，特别是女装、化妆品和电子小产品。
公园街的著名建筑包括亚洲文会, 加尔各答圣沙勿略学院，一座基督复临安息日会教堂，和南公园街公墓（从英属印度时期起）。

## 更名
公园街曾用名Burial Ground Road。最近市政机构用德兰修女的名字将其更名为Mother Teresa Sarani。